# 1707 în literatură
Anul 1707 în literatură a implicat o serie de evenimente și cărți noi semnificative.  